# Irina Dubovcevová
Irina Dubovcevová (rusky: Ирина Дубовцева; * asi 2002 Rusko) je ruská horolezkyně a reprezentantka v ledolezení, v roce 2022 trenérka nováčků v Kirově. Mistryně Evropy, juniorská mistryně světa a Evropy v ledolezení. Její trenérkou byla ruská mistryně světa Marija Tolokoninová.

## Výkony a ocenění
- 2019: juniorská mistryně světa
- 2020: mistryně Evropy, juniorská mistryně světa
- 2021: vicemistryně Evropy, juniorská mistryně světa
- 2022: finalistka mistrovství světa, vicemistryně Evropy, juniorská mistryně Evropy
- 2023: finalistka mistrovství Ruska

### Závodní výsledky
Ledolezení
| Mistrovství světa v ledolezení | Mistrovství světa v ledolezení |
| Rok                            | 2022                           |
| ------------------------------ | ------------------------------ |
| Obtížnost                      | 4                              |
| Rychlost                       | 10                             |

| Světový pohár v ledolezení | Světový pohár v ledolezení |
| Rok                        | 2020                       |
| -------------------------- | -------------------------- |
| Rychlost                   | 7                          |
| jednotlivě* (1/0/0)        | -,-,                       |

* poznámka: napravo jsou poslední závody v roce
| Mistrovství Evropy v ledolezení | Mistrovství Evropy v ledolezení | Mistrovství Evropy v ledolezení | Mistrovství Evropy v ledolezení | Mistrovství Evropy v ledolezení | Mistrovství Evropy v ledolezení |
| Rok                             | 2018                            | 2020                            | 2021                            | 2022                            | 2023                            |
| ------------------------------- | ------------------------------- | ------------------------------- | ------------------------------- | ------------------------------- | ------------------------------- |
| Obtížnost                       | —                               | 11                              | 7                               | 6                               | —                               |
| Rychlost                        | 8                               | 1                               | 2                               | 2                               | —                               |

* poznámka: ME 2023 se neúčastnili ruští závodníci
| Evropský pohár v ledolezení | Evropský pohár v ledolezení |
| Rok                         | 2021/2022                   |
| --------------------------- | --------------------------- |
| Obtížnost                   | ?                           |
| jednotlivě* (0/0/0)         | -,-,-,-,6                   |

* poznámka: napravo jsou poslední závody v roce
| Mistrovství světa juniorů v ledolezení | Mistrovství světa juniorů v ledolezení | Mistrovství světa juniorů v ledolezení | Mistrovství světa juniorů v ledolezení | Mistrovství světa juniorů v ledolezení |
| Rok                                    | 2019 U19                               | 2020 U21                               | 2021 U21                               | 2022 U21                               |
| -------------------------------------- | -------------------------------------- | -------------------------------------- | -------------------------------------- | -------------------------------------- |
| Obtížnost                              |                                        | 5                                      | —                                      | 2                                      |
| Rychlost                               | 1                                      | 1                                      | 1                                      | 3                                      |
| Kombinace                              |                                        | 2                                      |                                        |                                        |

| Mistrovství Evropy juniorů v ledolezení | Mistrovství Evropy juniorů v ledolezení |
| Rok                                     | 2022 U21                                |
| --------------------------------------- | --------------------------------------- |
| Obtížnost                               | 1                                       |
| Rychlost                                | 1                                       |